# Алиби (албум)
Алиби је други студијски албум српског поп певача Ненада Цвијетића, издат 2012. године за Сити Рекордс. На албуму се налази Љубав не постоји, дует са Катарином Остојић Кајом. За песму Зашто зовем Цигане снимљен је музички спот, а ову песму компоновао је Горан Бреговић.

## Списак песама
| №  | Назив                  | Текст               | Музика                          | Трајање |  |
| 1. | Зашто зовем Цигане     | Биљана Вујовић      | Горан Бреговић                  |         |  |
| 2. | Кафанска               | Саша Милошевић Маре | Саша Милошевић Маре             |         |  |
| 3. | Алиби                  | Саша Милошевић Маре | Саша Милошевић Маре             |         |  |
| 4. | Од вечери до јутра     | Ненад Цвијетић      | В. Зировић                      |         |  |
| 5. | Улицом ћу твојом пешке | Драгиша Баша        | Огњан Радивојевић               |         |  |
| 6. | Луда субота            | Пера Стокановић     | Саша Милошевић Маре             |         |  |
| 7. | Из пакла у рај         | Ненад Цвијетић      | Саша Милошевић Маре, З.Цвијетић |         |  |
| 8. | Љубав не постоји       | Бане Опачић         | Огњан Радивојевић               |         |  |